# Villeneuve-Lécussan
Villeneuve-Lécussan (okzitanisch Vièlanava de Lecussan) ist eine französische Gemeinde mit 570 Einwohnern (Stand 1. Januar 2022) im Département Haute-Garonne in der Region Okzitanien (vor 2016 Midi-Pyrénées); sie gehört zum Arrondissement Saint-Gaudens und zum Kanton Saint-Gaudens. Die Einwohner werden Villeneuvois genannt.

## Geografie
Die Gemeinde Villeneuve-Lécussan liegt in der historischen Provinz Comminges an der Grenze zum Département Hautes-Pyrénées, zehn Kilometer nordöstlich von Lannemezan. Umgeben wird Villeneuve-Lécussan von den Nachbargemeinden Lécussan im Norden, Saint-Plancard im Nordosten, Sédeilhac im Nordosten und Osten, Franquevielle im Osten, Cuguron im Südosten und Süden, Saint-Laurent-de-Neste im Süden, Cantaous im Südwesten, Pinas im Südwesten und Westen sowie Uglas im Westen.

## Bevölkerungsentwicklung
| Jahr                       | 1962 | 1968 | 1975 | 1982 | 1990 | 1999 | 2006 | 2014 | 2020 |
| Einwohner                  | 508  | 460  | 436  | 441  | 477  | 494  | 550  | 559  | 562  |
| Quellen: Cassini und INSEE |      |      |      |      |      |      |      |      |      |

## Sehenswürdigkeiten

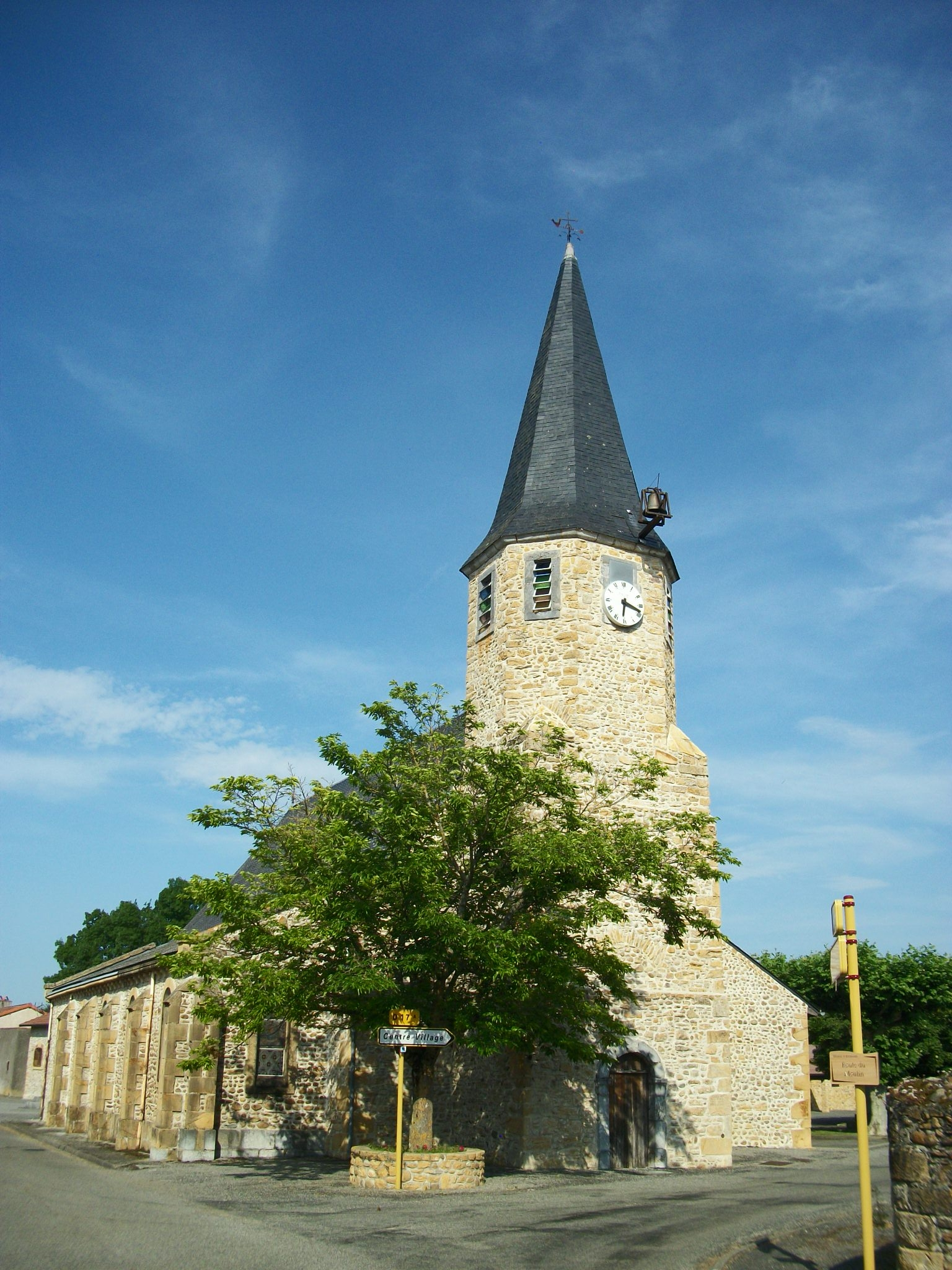
Kirche Notre-Dame-de-l’Assomption
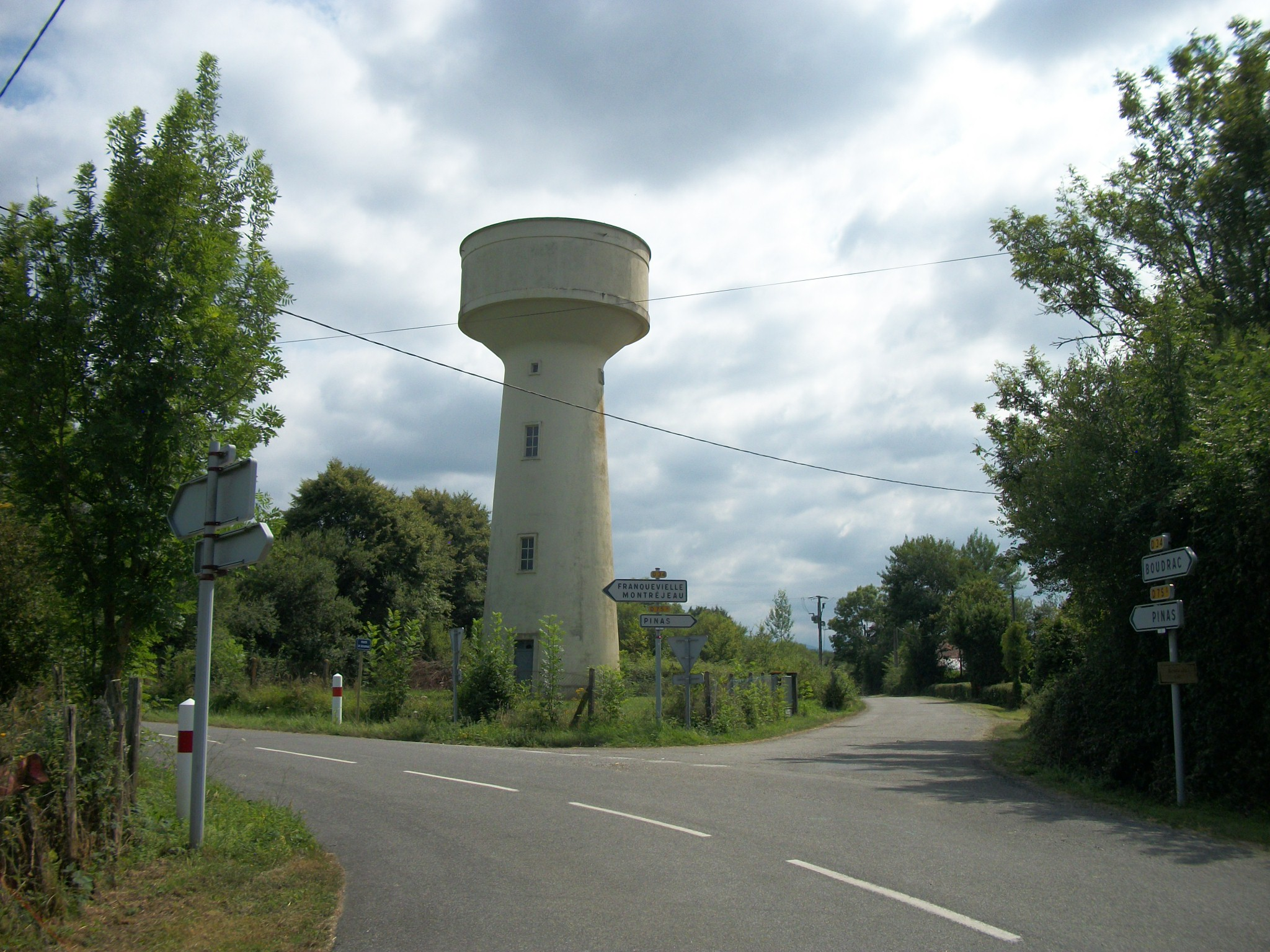
Wasserturm
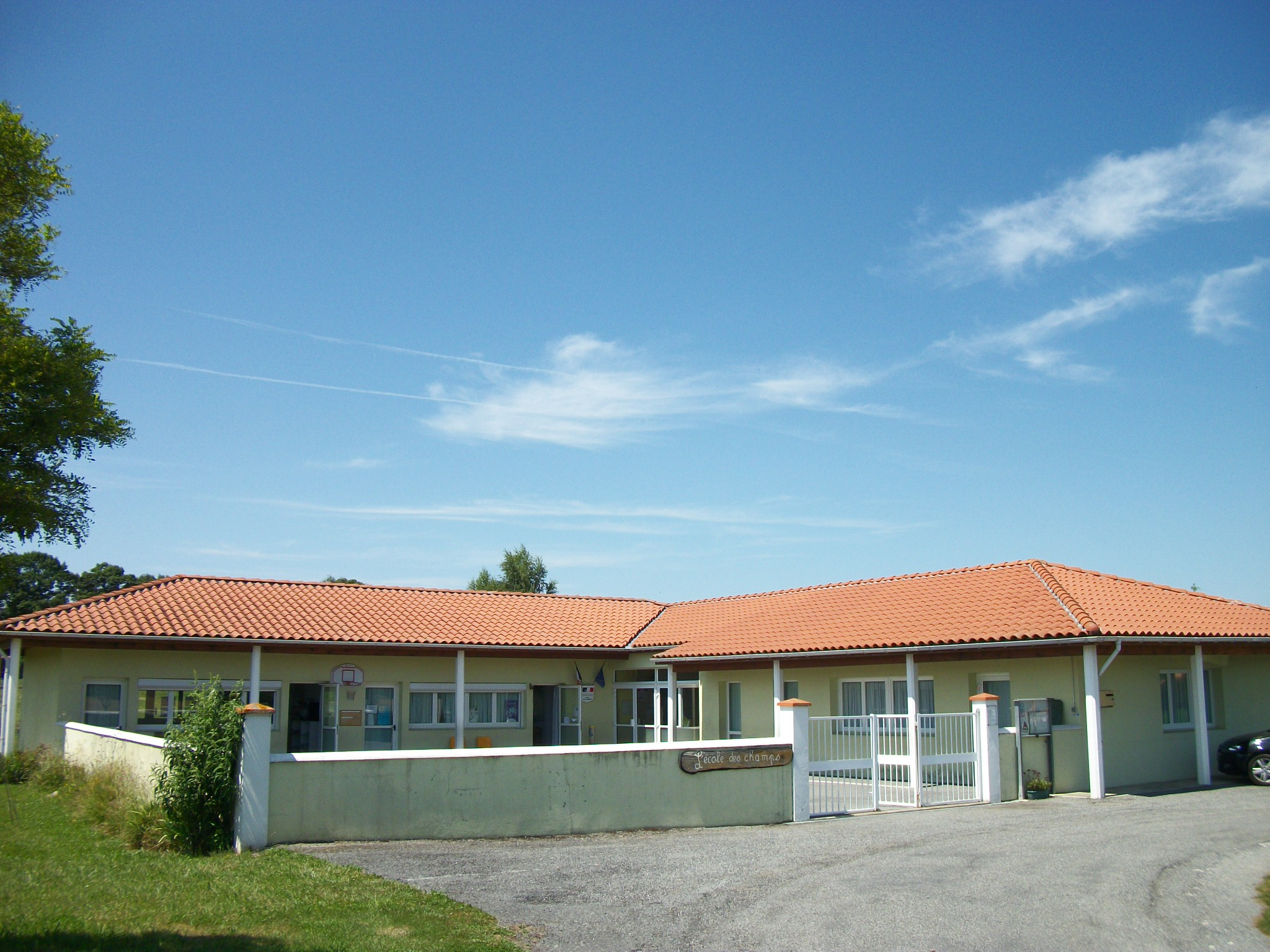
Grundschule
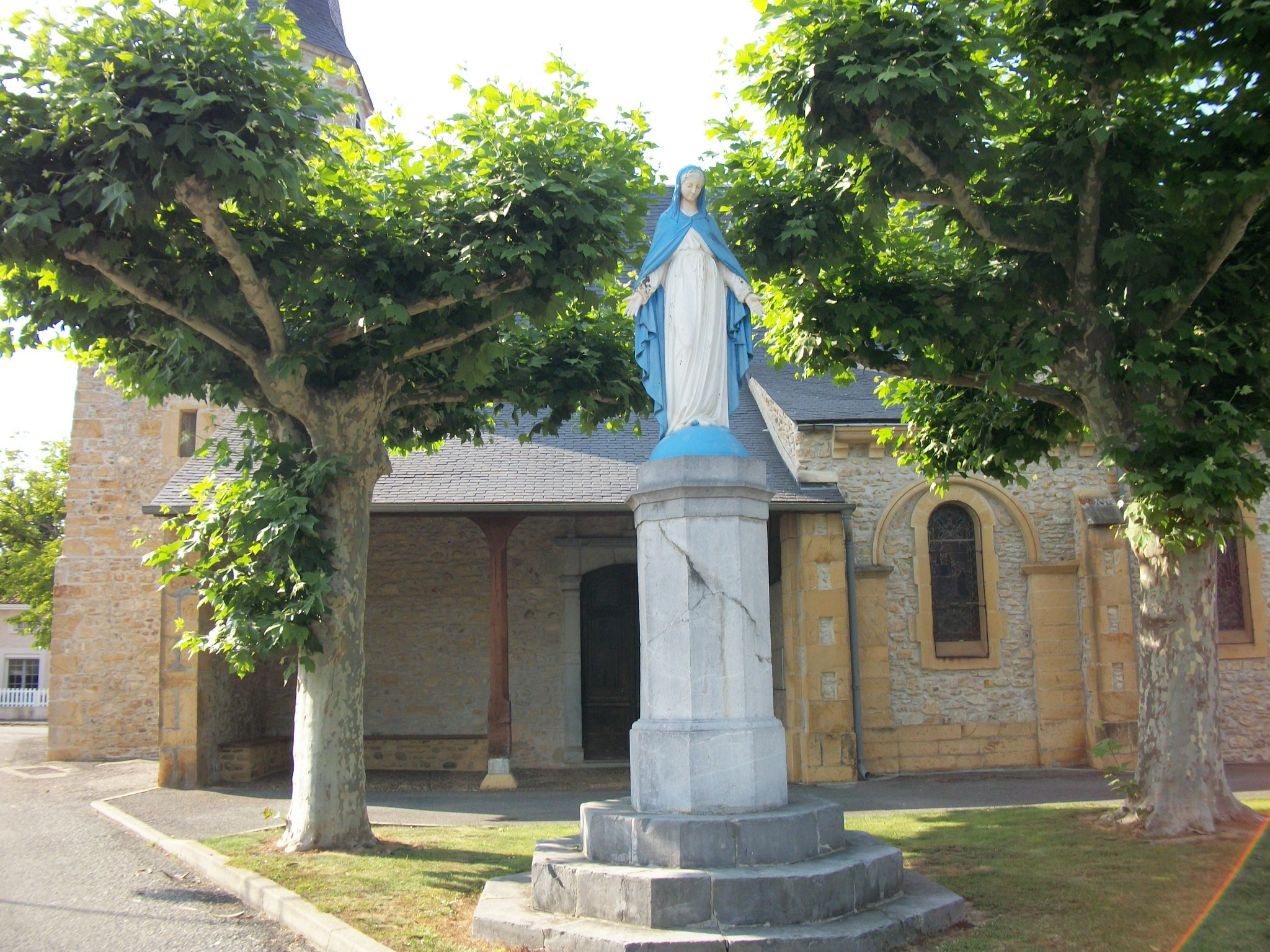
Marienstatue
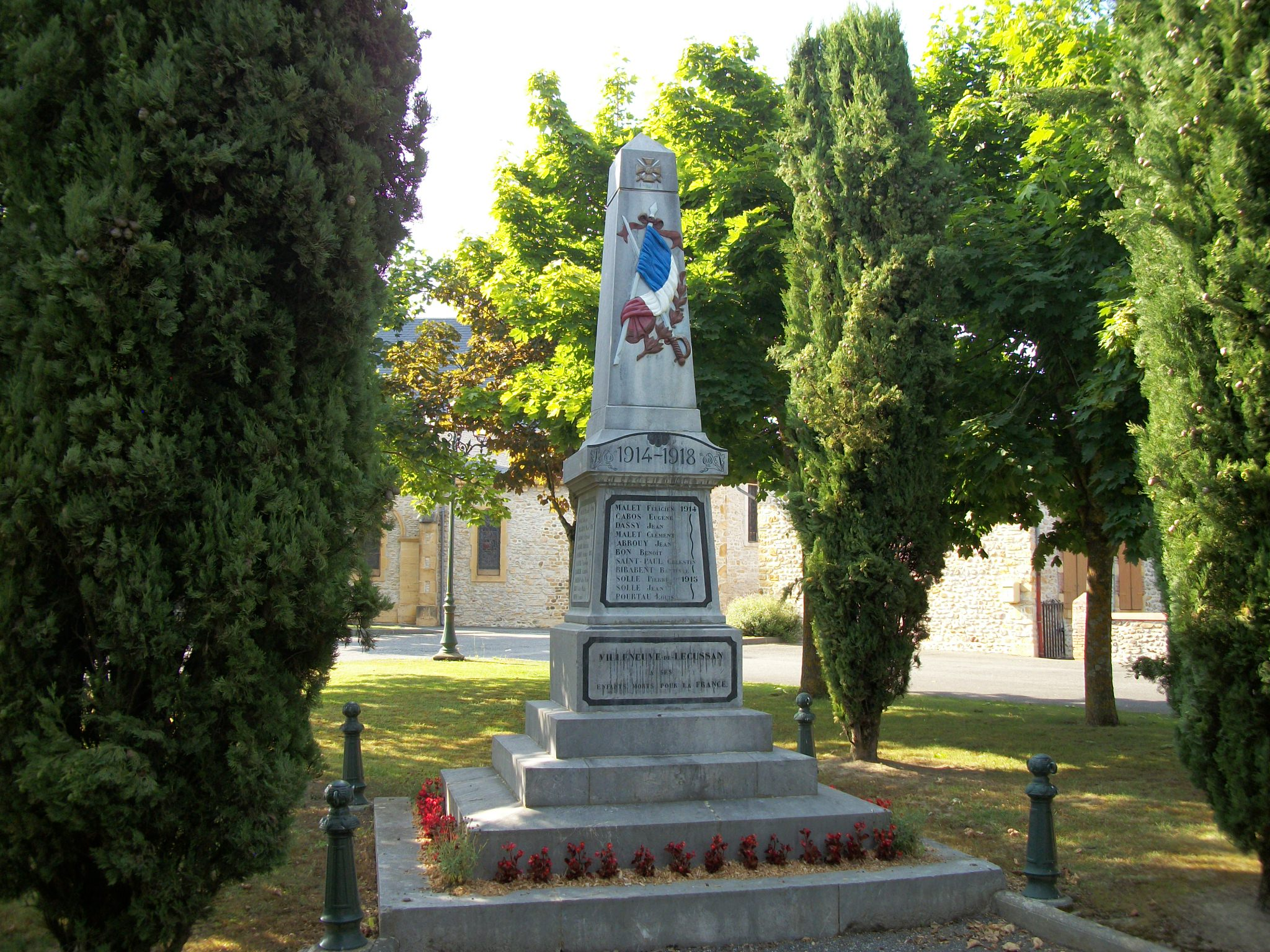
Gefallenendenkmal
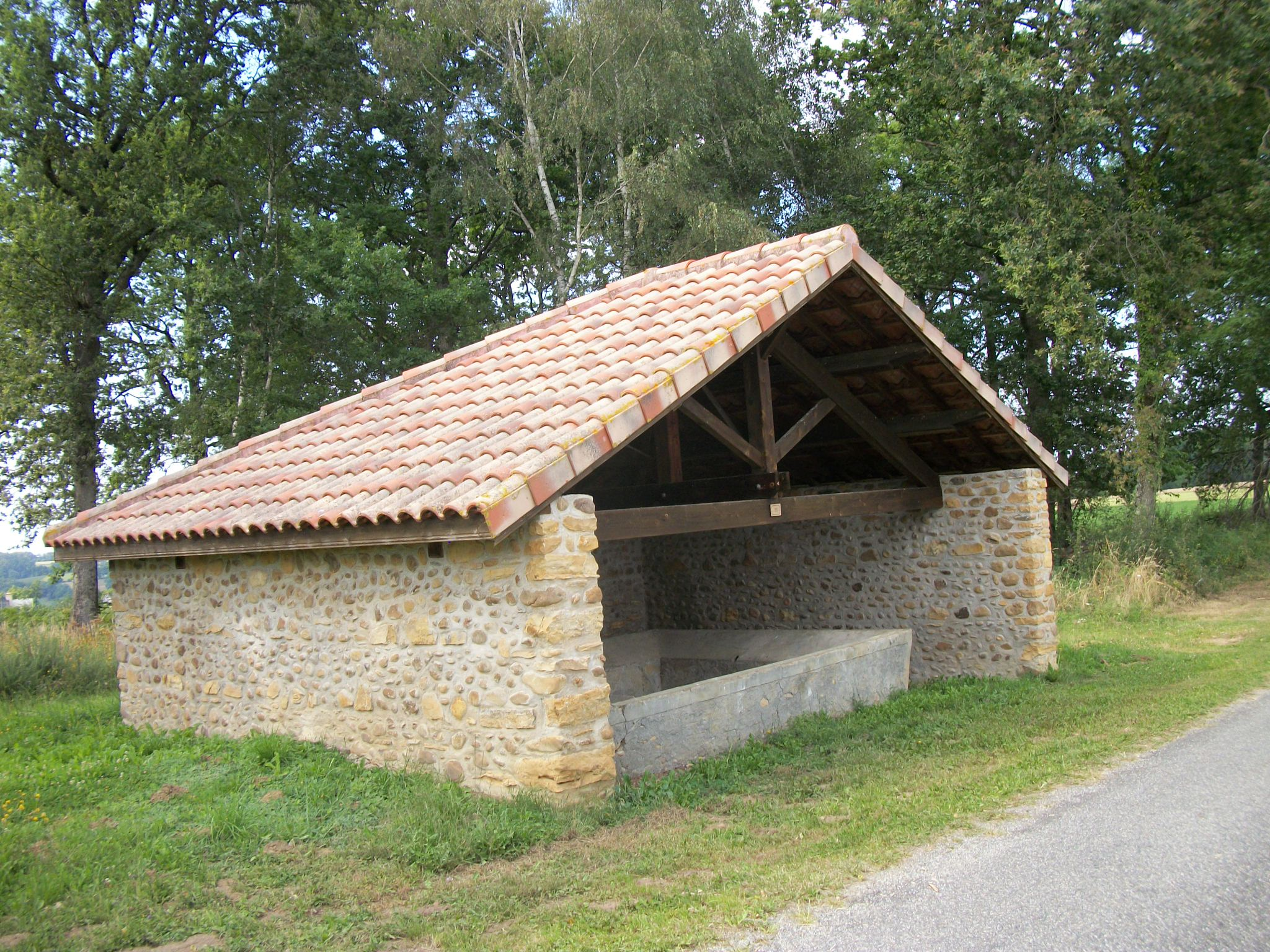
Restauriertes ehemaliges Lavoir

- Kirche Notre-Dame-de-l’Assomption
- Wasserturm
- Grundschule
- Marienstatue
- Gefallenendenkmal
- Restauriertes ehemaliges Lavoir